# La religión de China: confucianismo y taoísmo
La religión de China: confucianismo y taoísmo es un libro escrito por el economista y sociólogo alemán Max Weber. Se publicó por primera vez en alemán con el título  'Konfuzianismus und Taoismus'  en 1915 y apareció una versión adaptada en 1920. Se publicó una traducción al inglés en 1951 y desde entonces se han publicado varias ediciones.
Fue su segundo trabajo importante sobre la sociología de la religión, después de La ética protestante y el espíritu del capitalismo. Weber se centró en aquellos aspectos de la sociedad china que eran diferentes de los de Europa, y planteó la pregunta de por qué el capitalismo no se desarrolló en China. Desde la perspectiva cronológica, se concentró en el período temprano de la historia de China (Cien escuelas del pensamiento, período de los Reinos combatientes), durante el cual las principales escuelas de pensamiento chinas fueron desarrolladas. En ese período, se centró en las cuestiones del desarrollo urbano chino, el patrimonialismo y el oficialismo chinos y la religión china, como las áreas en las que el desarrollo chino difería más distintivamente de la ruta europea.
La elección de temas y análisis de Weber inspiró mayor atención y crítica. El sociólogo de la religión china C.K. Yang, por ejemplo, escribió que la interpretación de Weber es "en gran parte el resultado de ver la situación religiosa en la cultura china desde el punto de vista del mundo cristiano, donde la religión tiene un sistema organizativo formal y ha ocupado una posición estructural prominente en el esquema organizativo de la sociedad occidental". 

## Influencia y valoraciones
El sociólogo Andreas Buss escribió en 1985 que muchos académicos occidentales sentían que la llamada "tesis de Weber" pertenecía a una "era pasada", pero que seguía inspirando discusiones y referencias. Advirtió que a los académicos del idioma inglés les resultaría difícil leer a Weber. Un problema es que Weber no tenía la intención de que los ensayos sobre China e India se leyeran por separado o como tratamientos definitivos. Su propósito era esbozar elementos seleccionados en la cultura india o china para contrastar y probar su ensayo "The Protestant Ethic and the Rise del capitalismo ". El ensayo sobre confucianismo y taoísmo se publicó en inglés con el título "engañoso", "La religión de China", un título que "no refleja en absoluto las intenciones de Weber". Además, continuó Buss, las traducciones son de "mala calidad",  Incluso una “vergüenza”, y se suman al malentendido que Weber generalizó en exceso.

## Antecedentes históricos
Weber basó gran parte de su análisis en el período inicial de la historia china. Hacia el año 200 a. C. el  estado chino había emergido de una federación de estados feudales, del período de los Reinos Combatientes al imperio unificado y patrimonial. El confucianismo surgió para dominar las otras escuelas que se habían desarrollado en las fértiles agitaciones sociales de la China preimperial, como el (taoísmo), mohismo y  Legalismo, todo lo cual había criticado el confucianismo (c. 400-c. 200 aC). Uno de los discípulos de Confucio, Mencio, (c. 372-c. 289 aC) desarrolló una versión más idealista del confucianismo, mientras que  Xunzi (Hsün Tzu, c. 313 – c.238 aC) argumentó que todas las inclinaciones están determinadas por el lenguaje adquirido y otras formas sociales. El confucianismo se elevó a la posición de una ortodoxia oficial durante la dinastía Han (206 a. C. - 220 d. C.).
Cuando el Han se desintegró, el confucianismo cayó con él y permaneció inactivo durante casi 400 años (220-618 d. C.) mientras el Budismo chino y el Taoísmo ofrecían nuevas visiones. China fue nuevamente unificada por la Dinastía Tang (618–906). Durante la dinastía Song (dinastía Song) (960-1279), floreció el neoconfucianismo, interpretando la doctrina confuciana clásica de una manera que abordaba cuestiones budistas y taoístas. En la dinastía Ming (1368-1644), Wang Yangming afirmó que la mente proyecta   li  (principio) sobre las cosas en lugar de simplemente darse cuenta externo  li . Los intelectuales chinos del siglo XX culparon al confucianismo por el atraso científico y político de China después de los desastrosos conflictos con la tecnología militar occidental en los albores de la era moderna.

## Ciudades
Al igual que en Europa, las ciudades chinas se fundaron como fuertes o residencias de líderes y fueron los centros de comercio y artesanía. Sin embargo, nunca recibieron autonomía política y, de hecho, a veces tenían menos derechos que las aldeas. Asimismo, sus ciudadanos no tenían derechos ni privilegios políticos especiales; el residente de las ciudades chinas nunca constituyó una clase de estatus separada como los residentes de las ciudades europeas.
La falta de desarrollo de la ciudad se debe en parte a la fortaleza del ideal de parentesco, que se derivan de las creencias religiosas (en espíritus ancestrales) y el mantenimiento de fuertes lazos con las aldeas en las que vivían los antepasados. Los gremios también compitieron entre sí por el favor del Emperador, sin unirse nunca para luchar por más derechos.

## Patrimonialismo, oficialidad y literatos
A diferencia de la Europa eternamente dividida, China vio la unificación temprana y el establecimiento de un gobierno imperial con un oficialismo centralizado. Los siglos relativamente pacíficos en los primeros siglos de la historia china significaron que los militares nunca obtuvieron una autoridad significativa cuando se estaba formando la estructura de poder. Esto significó que el foco de la lucha por el poder político pasó de la distribución de tierras a la distribución de oficinas, que con sus honorarios e impuestos eran la fuente de ingresos más prominente para el portador. El estado dependía de los servicios de esos funcionarios libremente removibles y no hereditarios, más que del servicio de militares y caballeros, como en Europa. No obstante, la burocracia tenía importantes poderes y sus intereses creados eran preservar el "statu quo", oponiéndose a cualquier reforma o cambio, particularmente a nivel gubernamental.
Para los miembros de la burocracia, era su rango, o estatus, lo que era de primordial importancia. El hombre "superior" debe mantenerse alejado de la búsqueda de la riqueza (aunque no de la riqueza en sí). Por lo tanto, se prefirió convertirse en funcionario a convertirse en empresario y se le otorgó una clase de estatus mucho más alta. A los literatos que no les importaba la riqueza, aunque sí podían y se preocupaban por su estatus. Como escribió Weber:

...el hombre "superior" codiciaba ... un puesto, no una ganancia.

## Organización religiosa y ortodoxia confuciana
La civilización china no tenía ninguna profecía religiosa ni una clase social sacerdotal poderosa. El emperador era el sumo sacerdote de la religión del estado y el gobernante supremo. Weber enfatizó que el confucianismo toleraba la existencia simultánea de muchos cultos populares y no hizo ningún esfuerzo por organizarlos como parte de una doctrina religiosa, al tiempo que restringía las ambiciones políticas de sus sacerdotes. En cambio, enseñó a adaptarse al mundo.
Esto forma un marcado contraste con la Europa medieval, donde la  Iglesia a menudo fue capaz de superponer su voluntad sobre la de los gobernantes seculares, y donde la misma religión singular era la religión de los gobernantes, la nobleza y la religión común de la gente.

## Culto estatal y religiosidad popular
Según el confucianismo, el culto a las grandes deidades era asunto del estado, el culto ancestral es un requisito de todos y una multitud de cultos populares son tolerables. El confucianismo toleraba la magia y el misticismo siempre que fueran herramientas útiles para controlar a las masas; los denunció como herejía y los reprimió cuando amenazaron el orden establecido (de ahí la oposición al Budismo). Otra cualidad notable fue evitar tanto el éxtasis irracional como la excitación, así como la contemplación mística y la especulación metafísica.
Tenga en cuenta que en este contexto se puede hacer referencia al confucianismo como el culto estatal, y al taoísmo como la religión popular.

## Estructura social y economía capitalista
Weber argumentó que, si bien varios factores eran buenos para el desarrollo de una economía capitalista (largos períodos de paz, mejor control de los ríos, crecimiento de la población, libertad para adquirir tierras y moverse fuera de la comunidad nativa, libertad para elegir la ocupación), fueron superados por otros (en su mayoría provenientes de la religión) en China:
- las invenciones técnicas se oponían sobre la base de la religión (perturbación de espíritus ancestrales que conducían a la mala suerte), en lugar de cambiar el mundo, se prefería adaptarse a él[11]
- la venta de tierras a menudo estaba prohibida o se hacía muy difícil[12]
- Los grupos de parentesco extendido (basados en la religión que enfatiza la importancia de los lazos familiares y la ascendencia) protegían a sus miembros contra las adversidades económicas, lo que afectaba negativamente la motivación de uno para el pago de las deudas y la disciplina laboral.[12]
- esos parentesco impidieron el desarrollo de la clase de estatus urbano, obstaculizaron desarrollos legales como la creación de instituciones legales, la codificación de leyes y una clase de estatus jurista.[11]

## Confucianismo y puritanismo
Según Weber, el confucianismo y el puritanismo son tipos mutuamente excluyentes de  pensamiento racional, cada uno de los cuales intenta prescribir una forma de vida basada en el dogma religioso. En particular, ambos valoraban el autocontrol y la moderación, y no se oponían a la acumulación de riqueza.
Sin embargo, para ambas cualidades solo significa el objetivo final, y aquí estaban divididas por una diferencia clave. El objetivo del confucianismo era "una posición de estatus culto", mientras que el objetivo del puritanismo era crear individuos que fueran "herramientas de Dios". La intensidad de la fe y el entusiasmo por la acción eran raros en el confucianismo, pero comunes en el protestantismo. Trabajar activamente por la riqueza era impropio de un confuciano adecuado. Por lo tanto, Weber afirma que fue esta diferencia en las actitudes y mentalidades sociales, moldeada por las respectivas religiones dominantes, lo que contribuyó al desarrollo del capitalismo en Occidente y a su ausencia en China.

## Ver además
- Sociología de la religión